# Fejzi Bojku
Fejzi Bojku (mac. Фејзи Бојку; ur. 24 marca 1937 w Wełeszcie) – jugosłowiański oraz północnomacedoński tłumacz, eseista oraz twórca literatury dziecięcej i młodzieżowej, z narodowości Albańczyk.

## Życiorys
Ukończył studia filozoficzne w Skopje. W 1974 roku dołączył do Stowarzyszenia Pisarzy Macedońskich.
Pracował jako nauczyciel, dziennikarz oraz redaktor naczelny czasopism Fatosh, Gezimi oraz Flaka e Vëllazërimi.

## Utwory
- Првите цутови (1968)[3][1][2]
- Школа ѕвона (1971)[3][1][2]
- Песни за буквите (1972)[3][1][2]
- Септември на детството (1973)[1][2]
- Танцот дојде дома (1974)[1][2]
- Боите на моето небо (1976)[1][2]
- Бели пеперутки (1980)[1][2]
- Зборови и бранови (1987)[1][2]

## Wyróżnienia
W 2011 roku został laureatem nagrody literackiej 13 noembri.